# Sergey Kvočkin
Sergey Prokof'evič Kvočkin (in russo Сергей Прокофьевич Квочкин?; Alma-Ata, 6 ottobre 1938 – 29 dicembre 2007) è stato un calciatore sovietico, di ruolo attaccante.
Nel 2004, per celebrare il proprio 50º anniversario, l'UEFA invitò ogni federazione nazionale ad essa affiliata di indicare il proprio miglior giocatore dell'ultimo mezzo secolo. La scelta del FSK ricadde su Kvočkin, designato quindi Golden Player dall'UEFA.